# Jean-Michel Picart

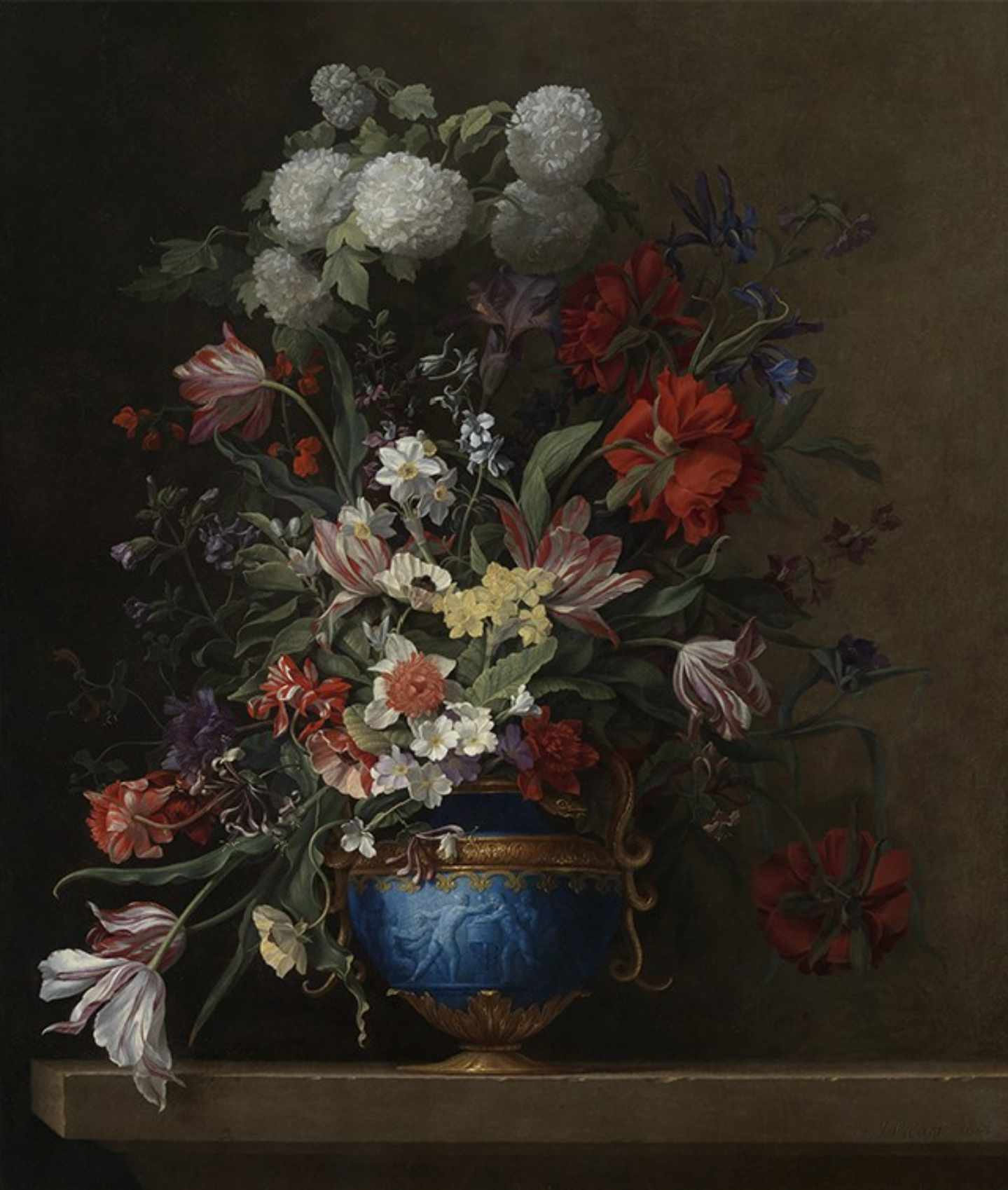
Blumenbouquet mit Schneeballen in einer blauen, goldgefassten Relief-Vase, signiert und datiert 1653, Öl auf Leinwand, 98,2 × 83 cm, Staatliche Kunsthalle, Karlsruhe

Jean-Michel Picart (auch: Jean Michel oder Picard; * um 1600 in Antwerpen; † 24. November 1682 in Paris) war ein bedeutender flämisch-französischer Stilllebenmaler und Kunsthändler, der in Paris wirkte.

## Leben
Über Picarts Kindheit, Jugend und Ausbildung ist nichts Genaues bekannt. Traditionell wird angenommen er sei in Antwerpen um 1600 geboren, dies basiert auf der Angabe im Sterberegister, dass er bei seinem Tod im Jahr 1682 82 Jahre alt gewesen sei. Ebenso ist es nur Vermutung, dass er seine erste malerische Ausbildung in einer Werkstatt der Familie Francken, vielleicht bei Ambrosius I erhielt, denn dieser war mit einer Clara Pickaert verheiratet (einer möglichen Verwandten von Jean-Michel ?).
Über sein Leben in Frankreich dagegen ist man gut unterrichtet: Spätestens 1634 ist er in Paris und steht unter der Protektion von Henri de Bourbon-Verneuil, Bischof von Metz, einem unehelichen Sohn von Henri IV. und großem Blumenliebhaber.

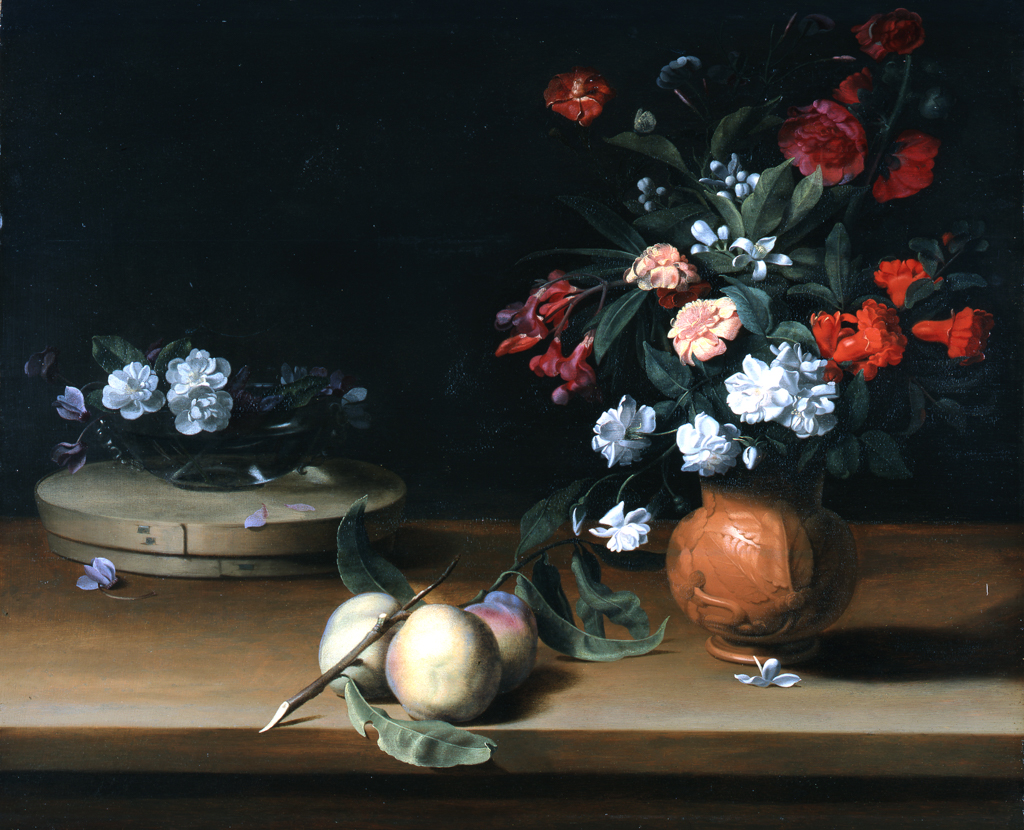
Stillleben mit Blumen und Pfirsichen, 1640, Öl auf Leinwand (?), 53,9 × 67,4 cm, Portland Museum of Art

Picart lebte wie andere flämische Künstler im Stadtviertel Saint-Germain-des-Près und war eine führende Persönlichkeit der Pariser Kunstszene. Als Kunsthändler hatte er beste Verbindungen nach Antwerpen, unter anderem zu Matthijs Musson, und versorgte die französischen Sammler darüber mit flämischen und niederländischen Landschaften, Andachtsbildern und sogar mit Gemälden von Rubens für den Duc de Richelieu. In seinem Atelier beschäftigte er zahlreiche junge Maler, die unter anderem Kopien anfertigten. Er wurde außerdem als Kunstexperte hinzugezogen, beispielsweise 1671 bei der Erstellung des Inventars von „Madame“ Henriette, der Schwägerin Ludwigs XIV.
Ab 1638 ist er offiziell in Paris als Maler registriert und wurde am 2. Mai 1640 Mitglied der Malergilde, der Confrérie de Saint-Luc. Am 6. Februar 1643 nahm er Isaac Bernard aus Rouen als Lehrling bei sich auf. 1645 wurde Picart als Bürger von Paris anerkannt, die entsprechenden Dokumente allerdings erst zwei Jahre später ausgestellt.
1651 wurde er als Mitglied der Malergilde automatisch in die drei Jahre zuvor gegründete Académie royale de peinture et de sculpture aufgenommen, jedoch nur bis 1654, als sich die beiden Institutionen wieder trennten.
Picart war einer der besten Blumenmaler seiner Zeit und seine Werke extrem gefragt. Daneben malte er auch Früchte – nicht selten in Kombination mit Blumen – und soll auch Landschaftsansichten geschaffen haben. Bereits 1648 wurde er für seine Blumenstillleben von Tristan l’Hermite in dessen „Vers héroïques“ gefeiert.

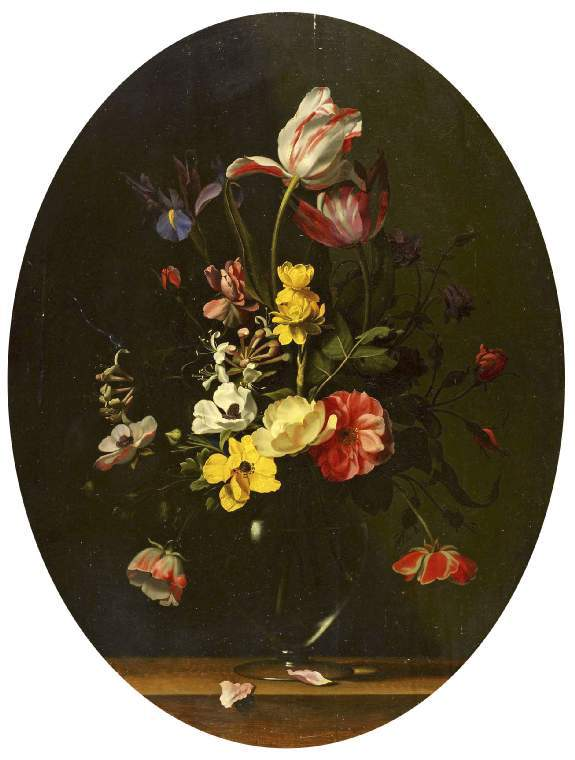
Blumen in einer Glasvase, signiert, Öl auf Holz, 50,1 × 38,5 cm, Fitzwilliam-Museum, Cambridge

Er stieg bald zum königlichen Maler („peintre (ordinaire) du roi“) auf und schuf Stillleben für die Gemächer der Königinmutter Anne d’Autriche im Louvre, im Palais Royal und in Fontainebleau, für die Schlafzimmer von Ludwig XIV. und der Königin Marie Thérèse in Versailles und für das Appartement des Dauphin in den Tuilerien. In einem königlichen Inventar von 1681 sind acht Werke von Picart verzeichnet. In seinen späteren Jahren lebte er in einer Wohnung in der Grande Galérie des Louvre.
Félibien nannte Jean-Michel Picart in seiner „Liste des Noms des peintres les plus célèbres et les plus connus anciens et modernes“ („Liste der Namen der berühmtesten und bekanntesten antiken und modernen Maler“).
Zu den seltenen signierten Werken Picarts gehören ein Paar von ovalen Blumenstillleben im Fitzwilliam-Museum in Cambridge (siehe Abb. links), ein Blumenstrauß in einer Glasvase im Museum von Saint-Étienne und ein Stillleben mit Blumen in einem Tonkrug der Fondation Custodia (Institut néerlandais de Paris). Diese Werke gehören alle eher zu einer frühen Schaffensphase, etwa aus den 1630 und -40er Jahren.
Ein Blumenbouquet in einer blauen reliefierten und goldgefassten Vase von 1653 (Kunsthalle Karlsruhe) zeigt den Maler auf der Höhe seiner Kunst, in einem fortgeschrittenen künstlerischen Stadium und mit einer bereits hochbarock anmutenden üppigen Komposition (Abb. ganz oben).

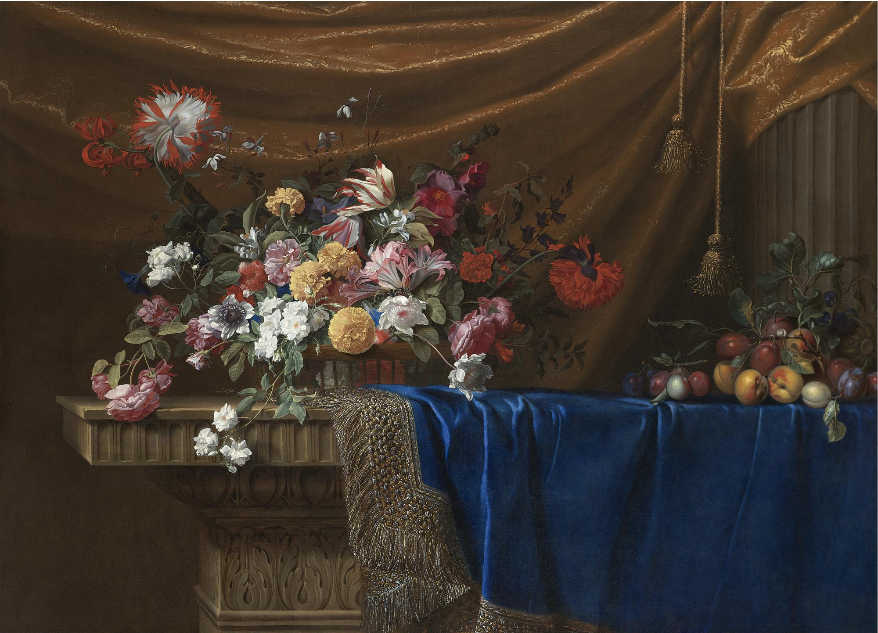
Prunkstillleben mit Blumenkorb und Früchten auf blauem Samt vor einem Brokatvorhang, 1650er Jahre, Öl auf Leinwand, 115 × 159,8 cm, Privatsammlung (?). Das Früchtearrangement rechts ähnelt einem Bild von Van Aelst.

Ein Prunkstillleben mit Blumenkorb und Früchten auf blauem Samt vor einem Brokatvorhang (Abb. rechts), das möglicherweise ident ist mit einem im Inventar Ludwigs XIV. erwähnten Bild, wurde von Fred Meijer als ein Gemeinschaftswerk von Picart mit Willem van Aelst angesehen, welcher sich um 1645 bis 1649 in Frankreich aufhielt. Grund für diese Annahme war die Früchtekomposition auf der rechten Seite, die große Ähnlichkeit mit einem Gemälde von Van Aelst von 1649 aufweist (im Prinsenhof, Delft). Nach genauerer Betrachtung des Gemäldes hält Meijer es jedoch mittlerweile in seiner Gesamtheit für ein Werk von Picart.
Jean-Michel Picart war mehrmals verheiratet und hatte eine große Familie: Seine erste Frau Marie Marguillier verstarb früh (vor dem 7. November 1640) und hinterließ eine gemeinsame Tochter Charlotte, die später den Maler Jan Ghermaens (Jean Harmans) heiratete. Am 15. November 1640 heiratete er in Paris seine zweite Frau Jeanne Cholin, die bereits vier Jahre später starb (begraben am 15. Juni 1644). Mit seiner dritten Frau Marie Richard war er vom 8. Januar 1645 bis zu ihrem Tod im März 1680 verheiratet; sie hatten mindestens sieben gemeinsame Kinder: die anscheinend unehelich geborene Françoise (getauft 20. Mai 1641), sowie Marie (getauft 9. Januar 1646), Nicolas (1647–1656), Marie-Thérèse (getauft 8. März 1649) – welche später den Maler Silvain Bonnet heiratete –, Louis Michel (getauft 30. Januar 1650), Catherine (getauft 24. Februar 1651) und Madeleine (getauft 24. April 1652).
Er starb am 24. November 1682, mit 82 Jahren, und wurde zwei Tage später in der Kirche Saint-Barthélemy in Paris bestattet.

## Stil und Bedeutung
Jean-Michel Picart wurde, wie die meisten französischen Stilllebenmaler seiner Zeit, später vergessen und erst im 20. Jahrhundert wiederentdeckt, besonders durch die verdienstvollen Arbeiten von Michel Faré, der begann, Picarts Werkkatalog auf der Grundlage der wenigen signierten Gemälde zu erstellen. Heute gilt Picart als der bedeutendste Blumenmaler Frankreichs im 17. Jahrhundert vor und neben Jean-Baptiste Monnoyer.

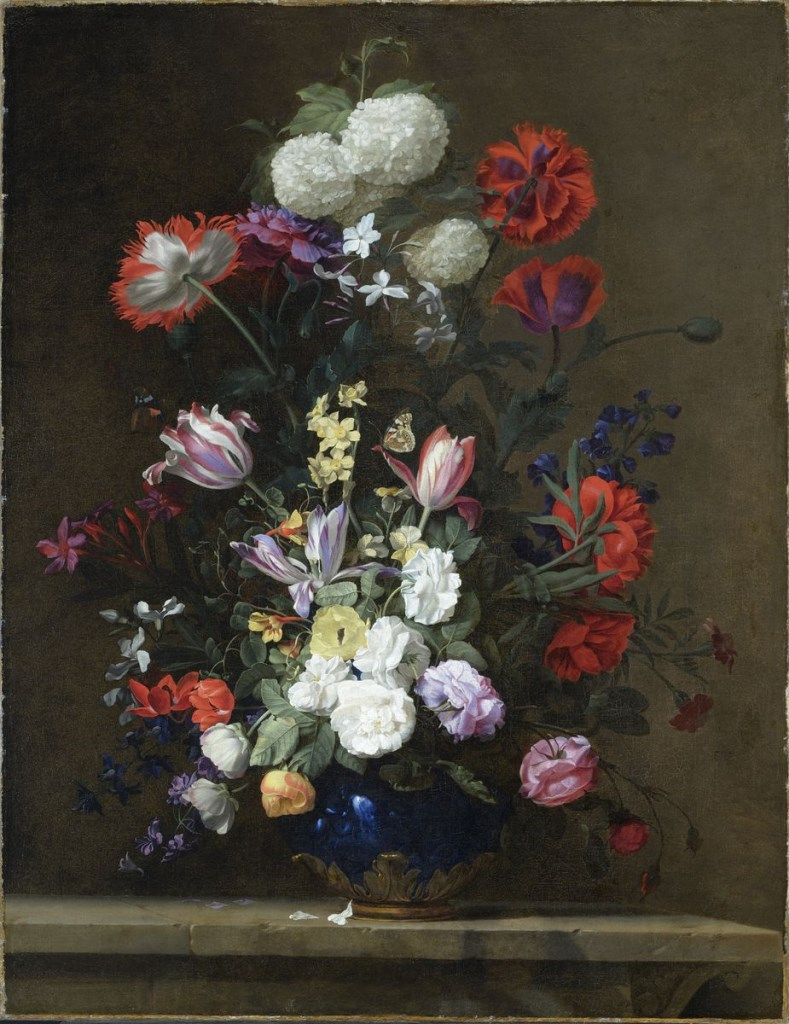
Blumenbouquet in einer blauen Vase mit vergoldeten Beschlägen, signiert & datiert „Picart. 1648“, Öl auf Leinwand, 94,5 × 73 cm, Musée des Beaux-Arts, Lyon

Picarts Werk lässt eine klare Entwicklung erkennen, die von dem schlichten, ziemlich asketischen Stil der frühbarocken französischen Stilllebenmalerei in den 1630er und frühen 1640er Jahren bis zu einem wesentlich üppigeren Stil reicht, der mehr dem Geschmack des Louis Quatorze entspricht. Dass dies nicht ausschließlich auf den persönlichen Geschmack Ludwigs XIV. und den Einfluss des jungen Monnoyer geschoben werden kann, verdeutlichen einige datierte große Blumenstillleben, die Picart bereits um 1650 (1648, Abb. rechts, und 1653, Abb. oben) schuf, als der König und Monnoyer noch Kinder waren und Monnoyer wahrscheinlich noch gar nicht in Paris.
Stilistisch ist Picart in seiner Blumenmalerei grundsätzlich deutlich durch Daniel Seghers geprägt, von dem er die ruhige Klarheit der Komposition und einen glatten, flüssigen Farbauftrag übernimmt. Hinzu kommt vor allem zu Beginn der Einfluss der französischen Stilllebenmalerei nach Jacques Linard und Louise Moillon, und, besonders bei seinen Früchte-Arrangements, anscheinend auch durch Willem van Aelst (siehe oben). Auf diesen Grundlagen entwickelt Picart einen ganz eigenen, unverkennbaren Stil, der sich durch große, dekorative Eleganz und einen sehr feinen, „subtil nuancierten“ Farbsinn auszeichnet. So verwendet er bereits vor Monnoyer diverse Abstufungen von Violett- und Mauvetönen, die zu seiner Zeit nicht selbstverständlich sind. Seine anfangs noch etwas einfach erscheinende Technik wird mit der Zeit immer brillanter, insbesondere auch der Umgang mit Licht und Schatten, doch die Klarheit bleibt. Selbst seine späteren größeren Blumensträuße wirken luftig, locker und lebendig – ein Eindruck, der unter anderem dadurch verstärkt wird, dass der Maler zu den Bildrändern hin genug Raum lässt, die Blumen also nicht den ganzen Bildraum ausfüllen. Eine Vorliebe hat er neben Rosen, Mohn, Narzissen und den unvermeidlichen gestreiften Tulpen für einfache weiße und gelbe Anemonen, Jasmin und Orangenblüten, Geißblatt, Schneebälle und selbst Flieder. Auffällig oft stellt er Blüten seitlich, schräg von hinten oder ganz von hinten dar – was gelegentlich die Identifizierung der Blumen erschwert, aber auch eine genauere Betrachtung provoziert –; nicht selten sind seine Blumen leicht „zerknittert“ oder wie durch einen Lufthauch bewegt. Meistens scheinen einzelne Blüten oder Blütenblätter gerade herabzufallen, was eine Art von Moment-Effekt ergibt. Seine Bouquets werden oft durch einen oder zwei Schmetterlinge belebt, aber nicht durch eine Menge von z. T. unschönen Insekten, wie man sie nicht selten bei seinen flämischen oder niederländischen Kollegen findet.

Als Gefäße für die Bouquets verwendete er sowohl einfache Tonkrüge, Körbe, runde gläserne Vasen, Porzellanschalen bis hin zu prächtigen Vasen aus kostbaren Steinsorten oder Halbedelsteinen mit Reliefdekor und/oder vergoldeten Beschlägen. Während seine meisten Stillleben vor einem dunklen Hintergrund dargestellt sind, finden sich in späteren Werken (aber schon etwa ab den 1650er Jahren) auch Draperien aus kostbaren Stoffen wie Samt oder Brokat. Damit nähert sich sein Stil gegen Ende dem dekorativen Geschmack von Jean-Baptiste Monnoyer, auf den er offenbar einen beträchtlichen Einfluss ausübte. Das zuletzt Gesagte illustriert ein Großes Blumenstillleben mit Sonnenbume in der Galerie des Neuen Schlosses Schleißheim in München (Bayerische Staatsgemäldesammlungen), das früher als Werk Monnoyers galt, aber von Hohenzollern 1985/89 Picart zugeschrieben wurde (siehe unten in Galerie).

## Bildergalerie

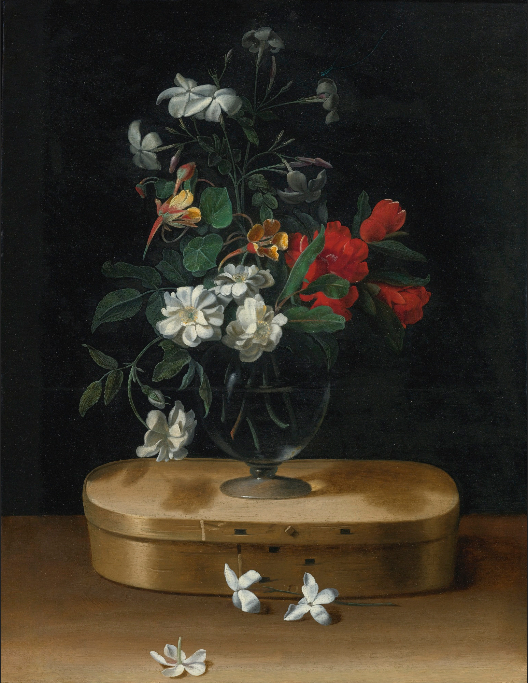
Kleine Blumenvase auf einer Schachtel, Öl auf Holz, 45 × 34,5 cm, Privatsammlung (?)
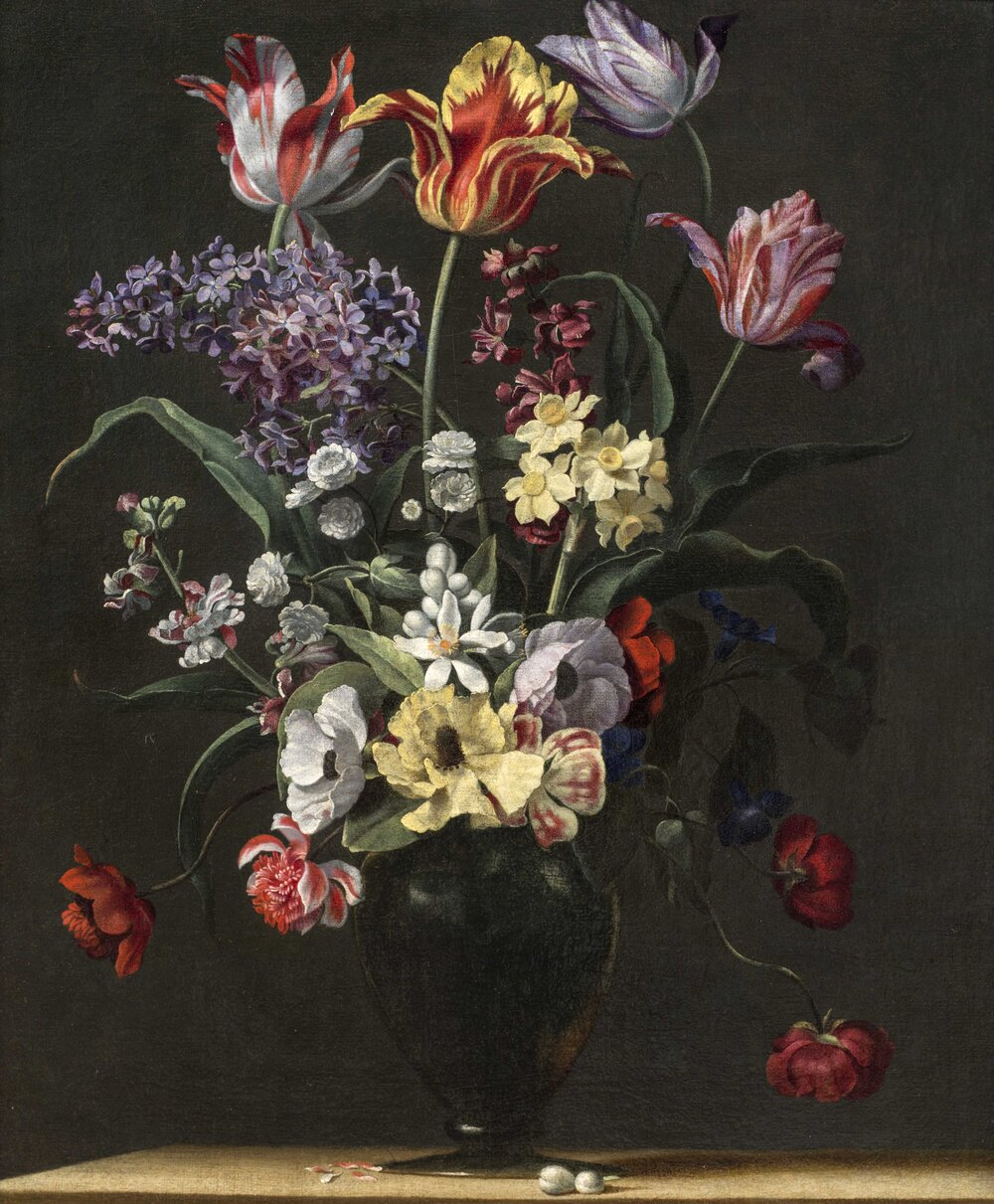
Vase mit Tulpen, Anemonen, Narzissen, Flieder und anderen Blumen, Öl auf Leinwand, 55,2 × 47 cm, Privatsammlung (?). Das Bild wurde möglicherweise oben und an den Rändern beschnitten.
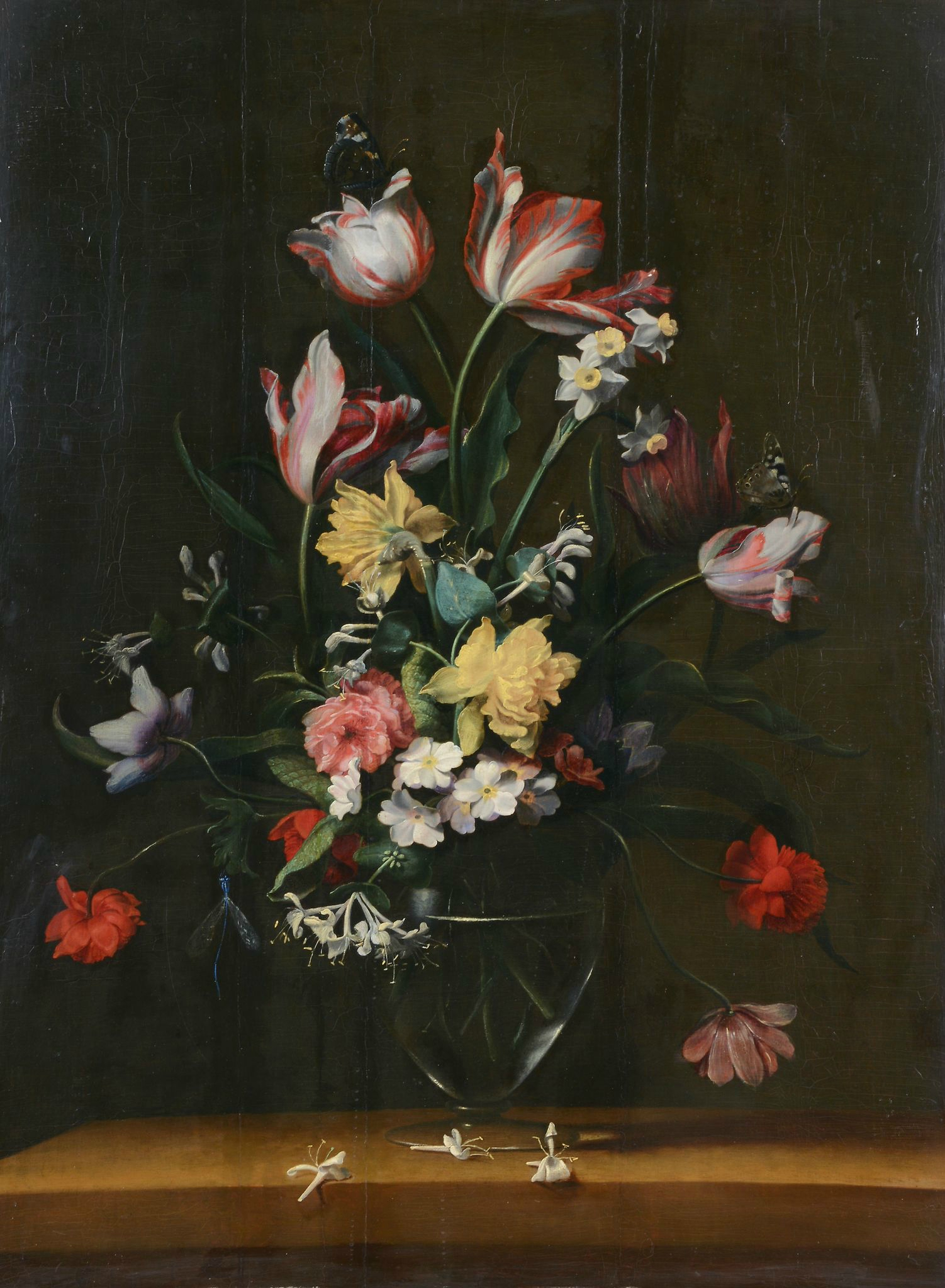
Stillleben mit Frühlingsblumen, Öl auf Holz, 63 × 47 cm, Privatsammlung (?)
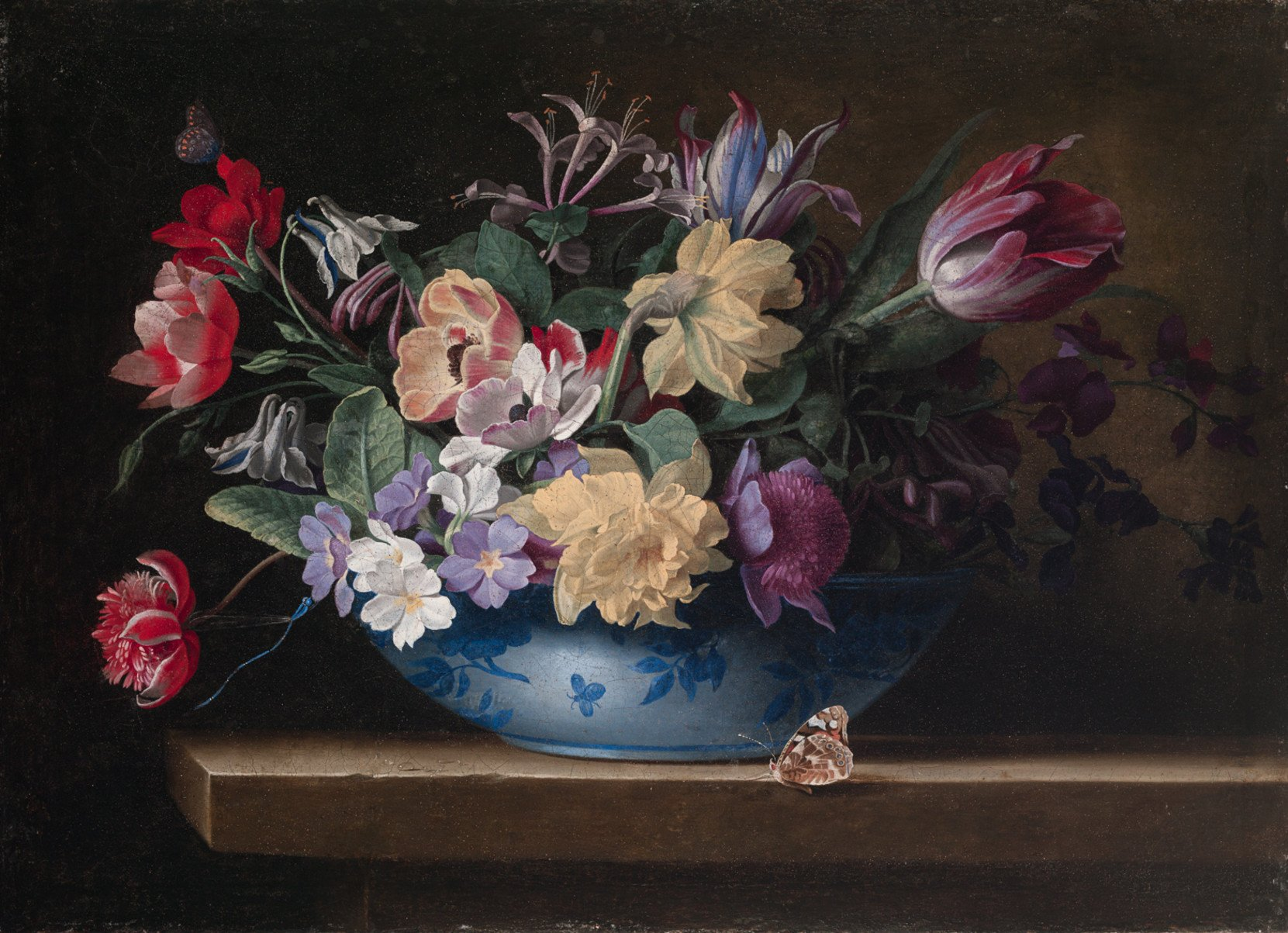
Blumen in einer Porzellanschale, 35 × 48,5 cm, Finnish National Gallery, Helsinki

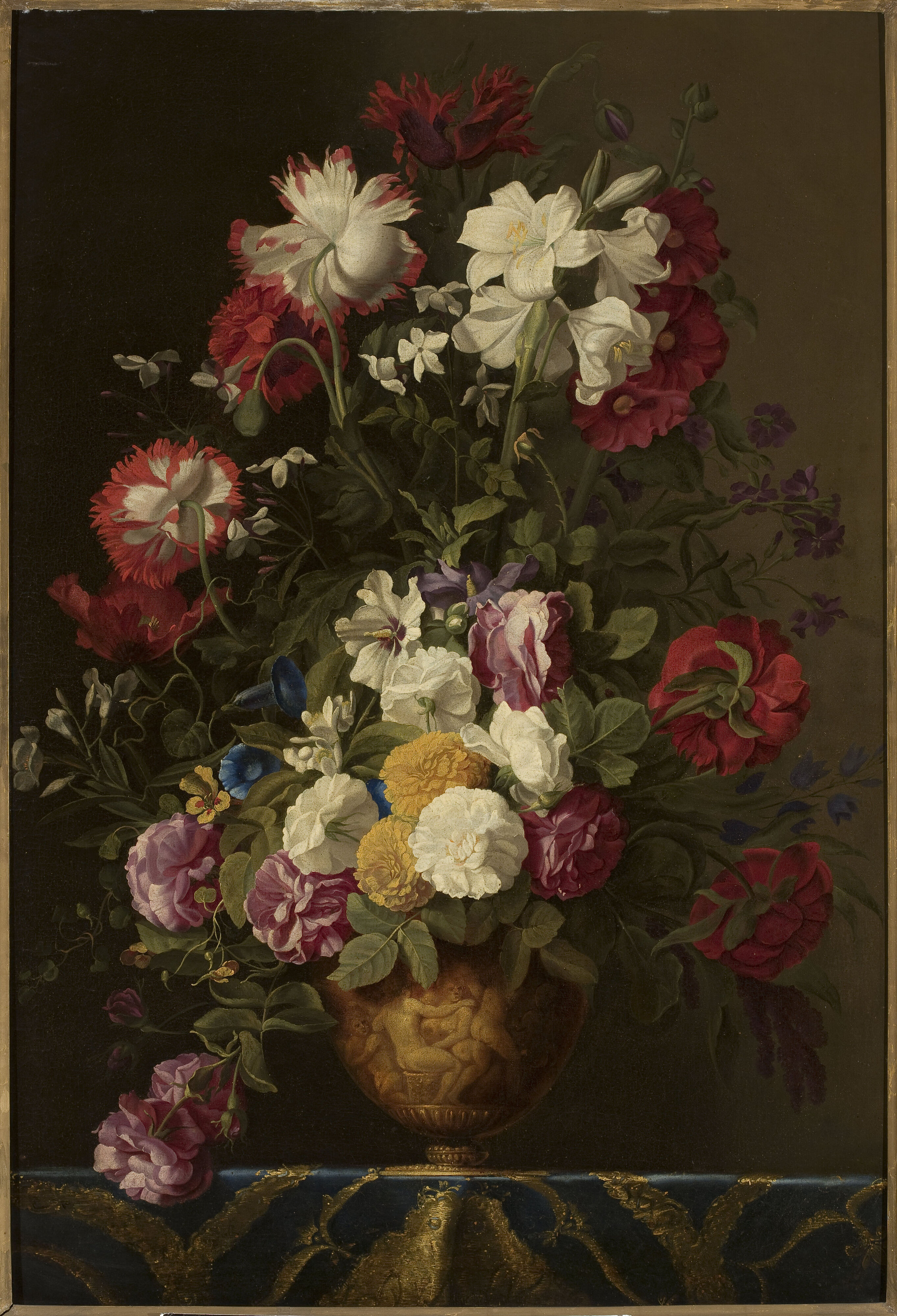
Bouquet mit Rosen, Malven, Mohn und Lilien in einer Relief-Vase, ca. 1650, Öl auf Leinwand, 101 × 70 cm, Nationalmuseum Warschau
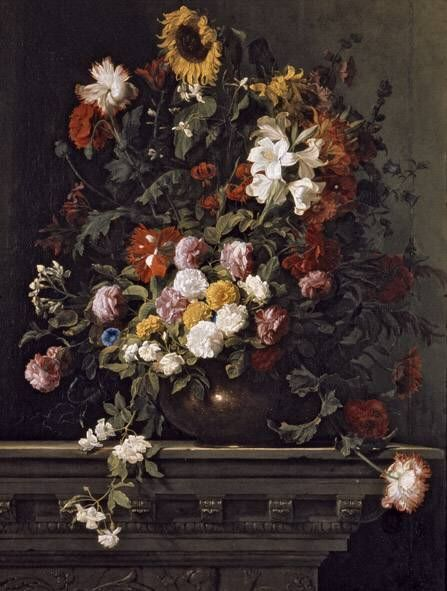
Großes Blumenstillleben mit Sonnenblume, ca. 1655–1680, Öl auf Leinwand, 158,5 × 118,8 cm, Galerie im Neuen Schloss Schleißheim, München. Das Bild wurde früher Jean-Baptiste Monnoyer zugeschrieben.